# Одбор народног спаса
Одбор народног спаса је 26. августа 1942. године основан у Сарајеву, окупираном од стране Независне Државе Хрватске, са циљем да организује наоружавање муслимана и оствари за Босну и Херцеговину што већи степен аутономије у НДХ све до издвајања Босне и Херцеговине из НДХ. Председник одбора је био наибу-реис Салих Сафвет Башић али је пресудну улогу у доношењу одлука имао Узеир-ага Хаџихасановић који је био познати трговац из Сарајева и бивши сенатор.. Један од првих 48 чланова одбора је био и Касим Добрача.
Одбор народног спаса је издао саопштење у којем је истакао да је његов задатак да се бори за успостављање реда и мира у земљи кроз заједничку сарадњу свих становника Босне и Херцеговине и потпуну слогу муслимана, православаца и католика. Усташка надзорна служба (УНС) У свом извештају од 11. септембра 1942. године је оценила да ове одредбе саопштења значе да Одбор народног спаса тражи аутономију Босне.
Одбор народног спаса се бавио и пословима организације прихвата и смештаја великог броја муслиманских избеглица (мухаџира) са подручја Подриња који су избегли због акција ЈВУО у тој области.